# Элкевая
Элкевая — река в Быстринском районе Камчатского края России. Длина реки 21 км.
Берёт истоки в распадке между сопками Солнечная, Купол и безымянной вершиной (1207 м.) горной системы Срединного хребта. Протекает в северо-западном направлении, впадает в реку Копылье слева на расстоянии 4 км от её устья. Главный приток — Озёрный.
Название вероятно произошло от эвенского Элкэн — «домашний олень».
По данным государственного водного реестра России относится к Анадыро-Колымскому бассейновому округу.
Код водного объекта — 19080000212120000030157.